# Na tej in na oni strani oceana
Na tej in na oni strani oceana (1981) je knjiga spominov Franca Kurinčiča. 
V njej predstavi življenje primorskih Slovencev na začetku stoletja, življenje izseljencev in razmere v domovini po letu 1948, kakor jih je presojal kot povratnik.

## Vsebina

### Dom in šola
Knjiga se začne z opisovanjem avtorjevega rodnega kraja Idrsko, domačij, hiše, družine in šole med vojnama. Avtor navede vse družinske člane z letnicami rojstev in smrti, s kom se je kdo poročil in zakaj. Spomni se pogrebnega sprevoda skozi vas, ko je umrl pesnik Gregorčič; svojega ministriranja pri Sv. Tomažu in birme. Doma jih je v eni sobi spalo osem, štirje otroci na eni postelji. Z enajstimi leti je z očetom odšel v Italijo prodajat drva, obiskal kino v mestu in čez mejo pretihotapil blago. Doživel je prvo šolsko simpatijo. Gojil je zajce, hrčke in želel udomačiti kosa, ki pa mu je umrl.

### Vojna in begunstvo
Leta 1914 se je začela prva svetovna vojna z atentatom na avstrijskega prestolonaslednika Ferdinanda v Sarajevu in v okoliških krajih so zbirali fante in može, da bi se priključili vojski. Sam je bil za vojsko še premlad. Kot kurir je članom družine nosil hrano in sporočila domačih, na kar je bil zelo ponosen, saj je potovanje s kolesom v času vojne zahtevalo veliko poguma. Njegov oče je v prvih mesecih služil vojsko na Tolminskem, kasneje pa so mu zaradi poškodbe pustili ostati doma. Leta 1915 so Avstrijci izvedli ofenzivo in italijanski vojaki so sumili domačine, da izdajajo njihove načrte Avstrijcem. Prebivalce vasi ob Soči od Volarij do Bovca so umaknili v bližnje zaledje ali v južno Italijo. Francovo enajstčlansko družino so poslali v Breginj. Spomladi leta 1916 je Franc z očetom gradil vojaške ceste, proti koncu istega leta pa so z mlajšim bratom odšli bliže fronte na železnico. V času velike ofenzive leta 1917 je doživel poraz Italijanov pri Kobaridu, v začetku leta 1918 so ga vpoklicali k Regimentu 97 v Trst. Na fronti so se premikali od bojišča do bojišča, dobivali premalo hrane, bili polni uši, bili napadeni s plinom, v jarkih jih je zalila deževnica, veliko je bilo žrtev. Proti koncu vojne je Franc zbolel in bil z bojišča poslan v Innsbruck in na Dunaj. Na poti v Ljubljano se je po dolgem času najedel, šel z vlakom čez Gorenjsko do Mosta na Soči in nato z vozom do Idrskega. Doma so ga pričakali starši, hrana in topla postelja.

### Slovenci in fašizem
Domačini so se vračali iz begunstva, obujali spomine in obnavljali domove. Zaradi načetega zdravja je šel Franc na Matajur za pastirja, kjer je izdeloval košare. Po vrnitvi v dolino je postal furman. Z mladostniško simpatijo Lucko si je le dopisoval, saj je njegova družina ni marala. Z narodno zavednimi sovaščani je ustanavljal društva, v okviru katerih so organizirali kulturne dogodke, bralne klube, športne aktivnosti (kolesarjenje, planinarjenje), imeli so celo svojo godbo. Pri delovanju društva so jim probleme povzročali Italijani, ki so jih vztrajno zatirali, vendar se Slovenci niso predali. Fašisti so množično uničevali vasi in vsakega sumljivega zaprli ali poslali na sodišče. Med njimi so bili tudi Franc in njegovi prijatelji, vendar se jih je večina uspešno izognila kazni. Franc Kurinčič je deloval tudi za organizacijo TIGR, katere člani so takrat bili v hudi nevarnosti, zato so sestanke morali izvajati na skrivaj.

### Spomini na Argentino
Franc se je v Argentino izselil z dekletom Lucko, zraven pa sta šli še njena sestra Lojzka in dekle iz njihovih krajev. Pridobili so vsa potrebna dovoljenja, Franc je bratu Ivanu predal vse potrebno znanje in informacije glede organizacije TIGR. Do Gorice so potovali vsak posebej, tam pa skupaj šli z vlakom do Benetk in Genove, kjer so se vkrcali na parnik Duilio. Ob prihodu v Argentino so stanovali pri prijateljih, saj denarja za lastno stanovanje niso imeli. Dekleta so dokaj hitro našla zaposlitve kot varuške in gospodinje pri premožnih družinah, moški pa so s tem imeli več težav. Z njimi se je spopadal tudi Franc, saj sprva zaposlitve sploh ni našel, najustreznejšo je iskal kar nekaj mesecev. Z ženo sta se zaposlila v podjetju, ki je prodajalo vino, in dodelili so jima manjšo trgovino. Zaradi Francove varčnosti in poštenosti je trgovina uspešno delovala. Poleg upravljanja trgovine, je Franc bil vodja v društvih za slovenske izseljence, zaradi česar je imel dobro odnose s pomembnimi osebami. Ko je prišla vest o domači svobodi, so se z ženo in hčerko odločili za vrnitev v domovino, kamor so se vračali na ladji Partizanki. Franc je koordiniral delo na ladji, angažiral je potnike, da so prostovoljno pomagali maloštevilni posadki. Ko so pripluli v Reko, so se z vlakom odpeljali do Ljubljane, nato pa do Mosta na Soči. Celo pot so se mu prikazovali lepi in slabi spomini na čas pred selitvijo. Doma so bili njega in družine vsi neizmerno veseli.

### Po vrnitvi
Po vrnitvi so nekaj časa še živeli v Idrskem, kasneje pa se preselili v Ljubljano, saj je le tam hčerka Zora lahko nadaljevala svoje šolanje. V Ljubljani je spet imel nekaj težav z zaposlitvijo, vendar jo je našel v podjetju Prehrana, kjer so ga zaradi dolgoletnih izkušenj z veseljem sprejeli. Ko se je naveličal neprestanega premeščanja znotraj podjetja, se je odločil za pokoj. Zaradi nizke pokojnine, pa se je začasno zaposlil v novo nastalem hotelu Ilirija, kjer je delal nočne ure kot receptor, vendar se je zaradi napornih gostov dela naveličal in se dokončno upokojil. Poskusil je ponovno osnovati slovenska društva, vendar mu ni uspelo. Čez nekaj let sta njegova starša imela zlato obletnico poroke, po dveh letih pa oba srečno in mirno umrla. Franc je še veliko potoval, z ženo sta obiskala Milano, prehodil je še marsikateri hrib in bil na sploh zadovoljen s svojim življenjem.

## Kritike
V knjigi slikovito predstavlja življenje Primorcev na začetku stoletja, s posebnostmi, ki so se že izgubile in predstavljajo danes že narodopisno zanimivost; pripoveduje o življenju izseljencev, kakor ga je okusil sam, in o razmerah v domovini, kakor jih je doživel po vrnitvi leta 1948.
(DB, 1981)
Bil sem član tajne protifašistične organizacije TIGER v predvojni Italiji in bil zato obsojen pred sodiščem, potem pa sem se leta 1929, tako kot številni drugi Primorci izselil. Skupaj z dekletom, ki je tudi morala bežati, sva se zatekla v Argentino. Vendar se tam nisva mogla vživeti. Imela sva stalno domotožje, zato sva se takoj po vojni, leta 1948, skupaj s hčerko vrnila. Želela sva se naseliti v domačem kraju, v Idrskem pri Tolminu, vendar je bilo tam težko dobiti službo in smo se preselili v Ljubljano. Svoje spomine na prvo svetovno vojno, na upor Primorskih vojakov v Radgoni in začetkih protifašističnega delovanja med Primorskimi Slovenci, preganjanja in življenje v Argentini, sem opisal v knjigi, ki je izšla v založbi Borec 'Na tej in na oni strani oceana'.
(Kurinčič, 1981)
Ni kaj reči, mož nima dlake na jeziku, zato me je tudi prevzelo njegovo pripovedovanje, spomini na dolgo življenje, ki jih je Franc Kurinčič zbral in zapisal pred 12 leti v knjigi, ki je pod naslovom »Na tej in na oni strani oceana« izšla 1981 leta pri založbi Borec. Kaj vse najdeš v tej zanimivi avtobiografski pripovedi!
(Makuc, 1982)
To ni le avtobiografska izpoved, skozi njo začutimo preteklost primorskega človeka, na katerega se je v tem stoletju zgrnilo nič koliko viharjev, med katerimi je bil fašizem najbolj uničujoči. Izredno slikovito nam Kurinčič predstavi življenje primorskih ljudi; njegovih Kobaridčanov na začetku stoletja in to s posebnostmi, ki so se izgubile in niso bile dovolj zabeležene.
(Makuc, 1982)
Če sem se odločil, da se ustavim pri knjigi slovenskega povratnika iz Argentine Franca Kurinčiča »Na tej in na oni strani oceana«, ki je nedavno izšla pri založbi Borec v Ljubljani, s tem nikakor ne mislim trditi, da je njen avtor književnik, ki zasluži posebno pozornost, morda niti ne, da je sploh književnik, ker to ni, tembolj, ker je zapisana opomba, da je rokopis za tisk priredil Ivo Zorman. Vendar priznam, da sem knjigo na dušek prebral in o  njej po branju še dolgo razmišljal, ker je napisana iz duše in srca in ker iz nje v vsej svoji človeški neposrednosti izhaja lik primorskega rodoljuba in poštenjaka, klenega Slovenca, kakršnega danes še z lučjo težko najdemo.
(Pogačnik, 1981)
Avtor je zbral zanimivosti za kratko zgodovino rojstne vasi Idrsko. Branje je posebno privlačno za domačine, ki v obrisih poznajo dogajanje in jim je publikacija še bolj razjasnila pogled na lastno preteklost. Avtorjev stil je veder, hude življenjske razmere prepleta s prisrčnimi spomini na svoja mlada leta.
(Stres, 1982)
Spomini so prisrčno, preprosto in pregledno napisani. Avtor si je res z njimi postavil osebni spomenik in preprečil, da bi njegovo prosvetno-organizacijsko in še drugačno delo utonilo v pozabo. Toda hkrati je nazorno opisal tudi ljudi, s katerimi se je srečeval, in širše družbenopolitične razmere, v katerih je moral živeti, kar je za tovrstno literaturo nujno potrebno. in tako so ti spomini ne samo neko osebno spominjanje, ampak tudi dokument nekega časa, ki je bil nemiren, trpek, pol pritiskov na eni in želje po svobodi na drugi strani, posebno za primorske ljudi, iz katerih je izšel tudi Franc Kurinčič.
(Šifrer, 1988)
Knjiga je zanimiva kot prikaz dobe, seveda gledane z očmi človeka socialistične miselnosti in navdušenega nad »novo« Jugoslavijo. Treba pa je pripomniti, da se je o msgr. Hladniku, duhovnikih in političnih emigrantih izražal precej neprijazno in zelo pristransko.
(TD, 1995)